# Domingos Ferreira Maciel
Domingos Ferreira Maciel (1830 — 1888) foi um político brasileiro.
O coronel Domingos Ferreira Maciel era irmão de Pedro Ferreira Maciel e descendentes de Baltasar Carrasco dos Reis.
Homem de grande valor político e prestígio social, foi deputado provincial do Paraná em várias legislaturas, sempre defendendo os magnos problemas referentes a sua terra natal.